# Heracleum maximum
Heracleum maximum, comumente conhecida como cherovia-de-vaca-americana, é a única espécie do gênero Heracleum nativa da América do Norte.

## Descrição

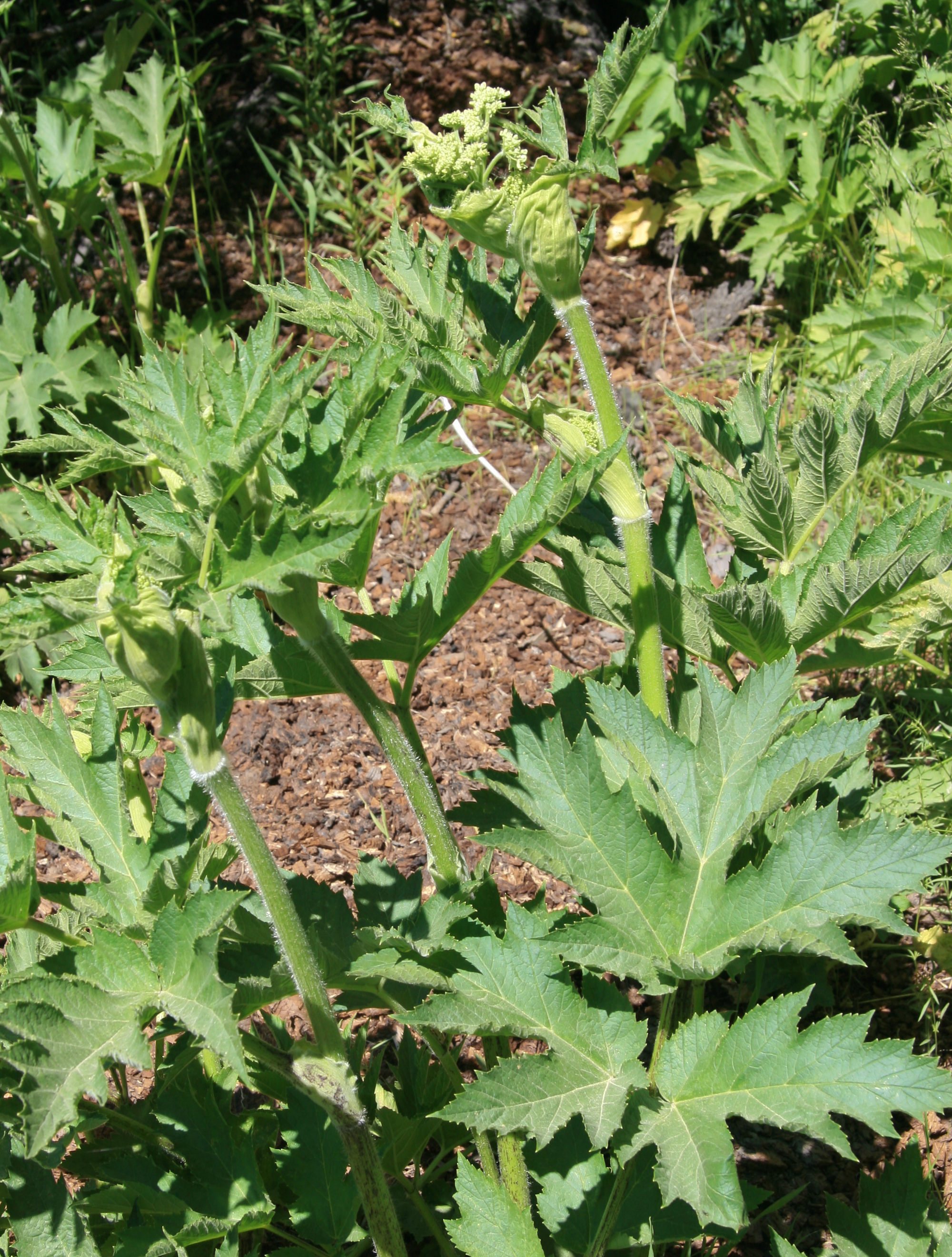
As folhas podem atingir até 40 cm de diâmetro e são divididas em lóbulos

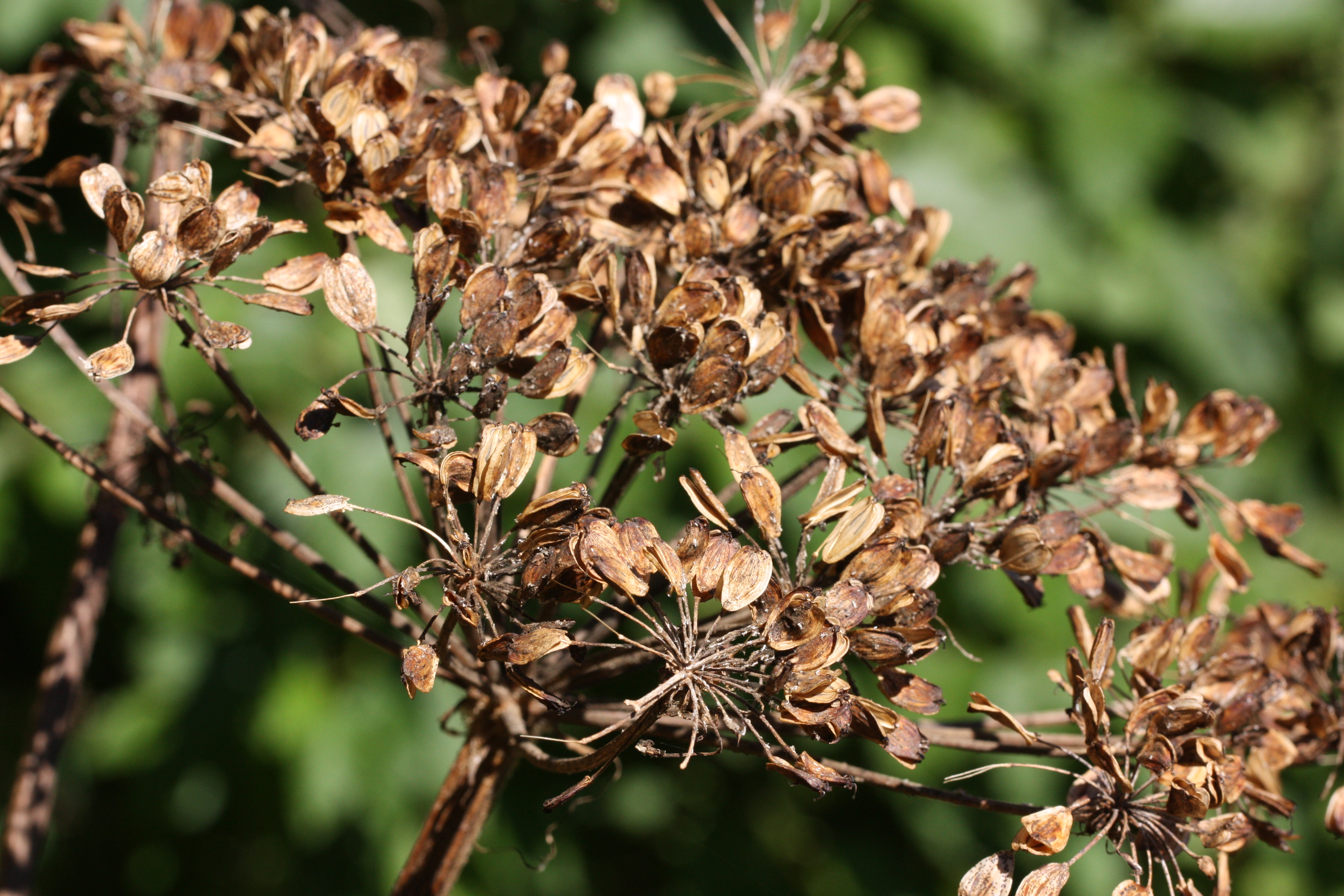
As sementes têm 8-12 mm de comprimento e 5-8 mm de largura

Heracleum maximum é uma planta herbácea perene de grande porte, alcançando alturas de até 3 metros. Seus caules são ocos e muito peludos. As folhas são grandes, podendo atingir 40 centímetros de diâmetro, e são divididas em três lóbulos. A cenoura-brava apresenta as características umbelas florais da família das cenouras (Apiaceae), florescendo de fevereiro a setembro. As umbelas podem ter até 30 cm de diâmetro, sendo planas ou arredondadas e compostas por pequenas flores brancas. Por vezes, as flores externas da umbela são muito maiores que as internas. As sementes medem de 8 12 milímetros de comprimento e de 5 a8 mm de largura.

### Espécies semelhantes
A espécie Heracleum maximum é frequentemente confundida com Heracleum mantegazzianum, uma planta muito maior que geralmente apresenta manchas roxas nos caules e folhas mais serrilhadas.
Outras espécies altas e invasoras do gênero Heracleum incluem H. mantegazzianum, Heracleum sosnowskyi [en] e H. persicum. Outras espécies semelhantes incluem a cenoura-brava, a cicuta-dos-prados, a cicuta, a pastinaca selvagem e espécies do gênero Angelica.

## Taxonomia
The Plant List (atualizado pela última vez em 2013) classificou H. maximum, H. lanatum e H. sphondylium subsp. montanum como espécies distintas. Segundo o Sistema Integrado de Informação Taxonômica (ITIS) e o National Plant Germplasm System (NPGS), H. lanatum e H. maximum são sinônimos de H. sphondylium subsp. montanum, nome proposto por Brummitt em 1971.
Conforme o The Plant List e Plants of the World Online, H. lanatum e H. maximum são nomes aceitos, este último sem táxons infraespecíficos. Por outro lado, nenhum dos dois é reconhecido como nome aceito pelo ITIS ou NPGS. Além de H. lanatum e H. maximum, vários nomes científicos foram atribuídos a esta espécie.
Sinônimos do agrupamento anteriormente classificado como H. lanatum incluem:
- Heracleum montanum
- Heracleum sphondylium subsp. lanatum
- Heracleum sphondylium var. lanatum
- Heracleum sphondylium subsp. montanum

Sinônimos listados em Plants of the World Online incluem:
- Heracleum douglasii DC.
- Heracleum inperpastum Koidz.
- Heracleum lanatum Michx.
- Heracleum sphondylium var. lanatum (Michx.) Dorn
- Heracleum sphondylium subsp. lanatum (Michx.) Á.Löve & D.Löve
- Heracleum sphondylium var. tsurugisanense (Honda) H.Ohba
- Heracleum turugisanense Honda
- Pastinaca lanata Koso-Pol.
- Sphondylium lanatum (Michx.) Greene

Como H. lanatum, é listada como tendo a variedade asiaticum.
O nome do gênero Heracleum (de "Héracles") refere-se ao tamanho muito grande de todas as partes dessas plantas.

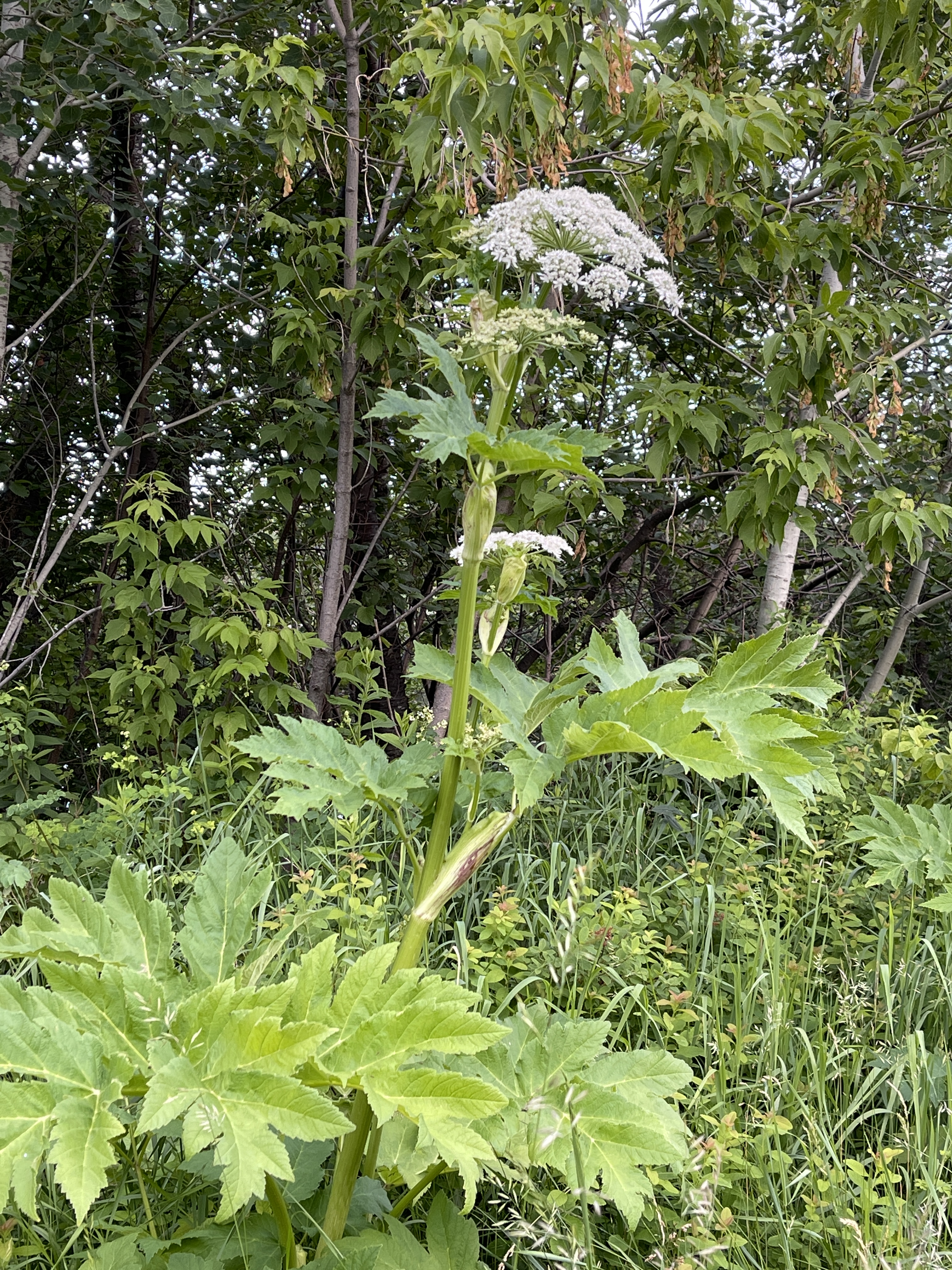
Heracleum maximum Bart. nas margens do rio Batiscan, Quebec

## Distribuição e habitat
A espécie é nativa da América do Norte, distribuída pela maior parte dos Estados Unidos continentais (exceto a costa do Golfo e alguns estados vizinhos), desde as ilhas Aleutas e o Alasca no extremo noroeste até Terra Nova na costa leste, estendendo-se ao sul até Califórnia, Novo México, Kansas, Ohio e Geórgia. Ocorre desde o nível do mar até altitudes de cerca de 2 700 m. É especialmente prevalente no Alasca, onde costuma crescer entre plantas como Oplopanax horridus, quase idêntico em tamanho e um pouco semelhante em aparência, e acônito, uma flor altamente tóxica. No Canadá, está presente em todas as províncias e territórios, exceto Nunavut. É listada como "Em perigo" em Kentucky e de "Preocupação Especial" em Tennessee. A planta também é encontrada na Sibéria, Ásia Oriental e nas ilhas Curilas.

## Ecologia
A espécie é amplamente reconhecida como uma planta de pastagem valiosa para vacas, ovelhas e cabras. Também é conhecida por ser importante na dieta de numerosos animais selvagens, especialmente ursos, tanto ursos pardos quanto ursos negros. É uma planta hospedeira para as borboletas Papilio polyxenes [en], P. brevicauda [en], rabo-de-andorinha (Papilio machaon), P. zelicaon [en], e as mariposas Eupithecia tripunctaria [en], Papaipema harrisii, Papaipema impecuniosa [en], Agonopterix clemensella [en], A. flavicomella [en] e Depressaria pastinacella [en].

## Toxicidade
A planta contém furanocumarinas, como xantotoxina [en], angelicina [en], pimpinelina e isopimpinelina [en], isoimperatorina, bergapteno [en] e isobergapteno, 6‐isopentenyloxyisobergapteno e esfondina. Em um estudo, as folhas jovens não continham xantotoxina, mas folhas mais velhas e senescentes apresentavam "quantidades substanciais". Algumas dessas furanocumarinas encontradas na cenoura-brava são conhecidas por terem propriedades antimicrobianas e são responsáveis por uma erupção cutânea que produz vesículas eritematosas (bolhas semelhantes a queimaduras) e hiperpigmentação, que ocorre após o contato da seiva clara com a pele. Elas são fotossensíveis, com a erupção ocorrendo apenas após exposição à luz ultravioleta. Por isso, a fitofotodermatite [en] que causa bolhas na pele pode ocorrer após o contato com a seiva em um dia ensolarado. As cicatrizes e a pigmentação dessas bolhas causadas por algumas espécies de Heracleum podem durar meses ou anos.

## Usos
Os caules florais grossos, que entram em temporada no início do verão, podem ser descascados e cozidos quando jovens, como faziam os povos nativos americanos. Deve-se ter cuidado, pois as flores se assemelham às da extremamente venenosa Cicuta maculata.
Povos indígenas norte-americanos tinham diversos usos para a cenoura-brava, frequentemente viajando longas distâncias na primavera — 80 km ou mais — para encontrar os brotos suculentos da planta. Os caules jovens e pecíolos foliares eram descascados e geralmente consumidos crus, enquanto os primeiros colonos americanos cozinhavam a planta. Em termos de sabor, textura e nutrientes, os caules descascados lembravam aipo, o que deu origem ao nome comum "aipo indiano" em inglês. Os nativos conheciam os efeitos tóxicos da planta, sabendo que, se a casca externa não fosse removida, poderiam ter "coceira na boca" ou bolhas na pele. Mulheres grávidas eram advertidas a evitar os talos de botões florais para prevenir que recém-nascidos sofressem asfixia ao chorar.
Pelo menos sete grupos nativos na América do Norte usavam a planta como auxiliar dermatológico. Ela podia ser um ingrediente em cataplasmas aplicados em contusões ou feridas. Um cataplasma preparado a partir das raízes da cenoura-brava era aplicado em inchaços, especialmente nos pés. Os caules secos eram usados como canudos para idosos ou enfermos, ou transformados em flautas para crianças. Uma infusão das flores podia ser esfregada no corpo para repelir moscas e mosquitos. Um corante amarelo pode ser obtido das raízes.

### Citações
1. ↑  Maiz-Tome, L. (2016). «Heracleum maximum». Lista Vermelha de Espécies Ameaçadas (em inglês). 2016: e.T64314237A67729681. Consultado em 17 de abril de 2022
2. ↑  «Heracleum maximum». ipni.org (em inglês). International Plant Names Index. Consultado em 20 de setembro de 2018
3. 1 2  «Heracleum maximum W. Bartram». data.canadensys.net (em inglês). Database of Vascular Plants of Canada (VASCAN). Consultado em 16 de dezembro de 2018
4. ↑  «Cherovia-de-vaca-americana (Heracleum maximum)». BioDiversity4All. Consultado em 13 de maio de 2025
5. ↑  Umberto Quattrocchi (19 de abril de 2016). CRC World Dictionary of Medicinal and Poisonous Plants: Common Names, Scientific Names, Eponyms, Synonyms, and Etymology (5 Volume Set) (em inglês). [S.l.]: CRC Press. pp. 1959–. ISBN 978-1-4822-5064-0
6. 1 2 3 4 5  Spellenberg, Richard (1979). National Audubon Society Field Guide to North American Wildflowers: Western Region (em inglês) rev ed. [S.l.]: Knopf. pp. 340–341. ISBN 978-0-375-40233-3
7. ↑  Steven Foster; Christopher Hobbs (2002). A Field Guide to Western Medicinal Plants and Herbs (em inglês). [S.l.]: Houghton Mifflin Harcourt. pp. 67–. ISBN 0-395-83806-1
8. 1 2  Norman F. Weeden (1996), A Sierra Nevada Flora, ISBN 0-89997-204-7 (em inglês), Wilderness Press
9. 1 2  «Heracleum maximum: Similar Species». iNaturalist.org (em inglês). iNaturalist. Consultado em 26 de agosto de 2018
10. ↑  «Giant Hogweed, Heracleum mantegazzianum». maine.gov (em inglês). State of Maine: Department of Agriculture, Conservation, and Forestry. Consultado em 26 de agosto de 2018
11. 1 2  «Heracleum maximum W. Bartram». The Plant List, Version 1.1 (em inglês). 2013. Consultado em 21 de setembro de 2018
12. ↑  «Heracleum lanatum Michx.». The Plant List, Version 1.1 (em inglês). 2013. Consultado em 21 de setembro de 2018
13. ↑  «Heracleum sphondylium subsp. montanum (Schleich. ex Gaudin) Briq.». The Plant List, Version 1.1 (em inglês). 2013. Consultado em 21 de setembro de 2018
14. ↑  «Heracleum sphondylium ssp. montanum (Schleich. ex Gaudin) Briq.». Integrated Taxonomic Information System (em inglês). Consultado em 21 de setembro de 2018
15. ↑  «Taxon: Heracleum sphondylium L. subsp. montanum (Schleich. ex Gaudin) Briq.». Germplasm Resources Information Network (em inglês). United States Department of Agriculture, Agricultural Research Service. Consultado em 21 de setembro de 2018
16. 1 2 3  «Heracleum maximum W.Bartram». Plants of the World Online (em inglês). Royal Botanical Gardens Kew. Consultado em 4 de janeiro de 2019
17. 1 2 3 4 5  Campbell, Robert B. (1991). Ecology of Heracleum lanatum Michx. (cow parsnip) communities in northwestern Montana (MS thesis) (em inglês). University of Montana. Consultado em 25 de setembro de 2018
18. 1 2 3 4 5 6 7  Kuhnlein, Harriet V.; Turner, Nancy J. (1986). «Cow-Parsnip (Heracleum lanatum Michx.): An Indigenous Vegetable of Native People of Northwestern North America» (PDF). J. Ethnobiol. 6 (2): 309–324
19. ↑  Elizabeth L. Horn (1998), Sierra Nevada Wildflowers, ISBN 0-87842-388-5 (em inglês), Mountain Press
20. ↑  «Heracleum maximum». Bases de dados de PLANTS. (em inglês). Natural Resources Conservation Service. Consultado em 30 de março de 2008
21. ↑  «Heracleum lanatum Michx.» (em inglês). Global Biodiversity Information Facility. Consultado em 25 de setembro de 2018
22. ↑  «Heracleum lanatum: Cow Parsnip» (em inglês). Encyclopedia of Life. Consultado em 25 de setembro de 2018. Cópia arquivada em 26 de setembro de 2018
23. ↑  Robinson, Gaden S.; Ackery, Phillip R.; Kitching, Ian; Beccaloni, George W.; Hernández, Luis M. (2023). «HOSTS - The Hostplants and Caterpillars Database at the Natural History Museum». www.nhm.ac.uk (em inglês). doi:10.5519/havt50xw. Arquivado do original em 18 de novembro de 2022
24. 1 2 3 4 5 6  Camm, Edith L.; Wat, Chi-Kit; Towers, G. H. N. (15 de novembro de 1976). «An assessment of the roles of furanocoumarins in Heracleum lanatum». Canadian Journal of Botany (em inglês). 54 (22): 2562–2566. doi:10.1139/b76-275
25. 1 2 3  Bahadori, Mir Babak; Dinparast, Leila; Zengin, Gokhan (Novembro de 2016). «The Genus Heracleum: A Comprehensive Review on Its Phytochemistry, Pharmacology, and Ethnobotanical Values as a Useful Herb». Comprehensive Reviews in Food Science and Food Safety (em inglês). 15 (6): 1018–1039. PMID 33401836. doi:10.1111/1541-4337.12222
26. ↑  O'Neill, Taryn; Johnson, John A.; Webster, Duncan; Gray, Christopher A. (Maio de 2013). «The Canadian medicinal plant Heracleum maximum contains antimycobacterial diynes and furanocoumarins». Journal of Ethnopharmacology (em inglês). 147 (1): 232–237. PMID 23501157. doi:10.1016/j.jep.2013.03.009
27. 1 2  Turner, N. J. 1973. The ethnobotany of the Bella Coola Indians of British Columbia. Syesis, 6: 193-220.
28. 1 2 3  Meades, S.J.; Schnare, D.; Lawrence, K.; Faulkner, C. «Heracleum maximum W.Bartram». Northern Ontario Plant Database (em inglês). Algoma University College and Great Lakes Forestry Centre, Sault Ste. Marie, Ontario, Canada. Consultado em 8 de outubro de 2018
29. ↑  Lyons, C. P. (1956). Trees, Shrubs and Flowers to Know in Washington (em inglês) 1ª ed. Canadá: J. M. Dent & Sons. pp. 125, 196
30. ↑  Niering, William A.; Olmstead, Nancy C. (1985). The Audubon Society Field Guide to North American Wildflowers, Eastern Region (em inglês). [S.l.]: Knopf. p. 331. ISBN 0-394-50432-1
31. ↑  Reiner, Ralph E. (1969). Introducing the Flowering Beauty of Glacier National Park and the Majestic High Rockies (em inglês). [S.l.]: Glacier Park, Inc. 18 páginas
32. 1 2  «BRIT - Native American Ethnobotany Database». naeb.brit.org (em inglês)